# Melon de Cavaillon
Le melon de Cavaillon est une désignation qui recouvre des variétés de différentes provenances suivant les époques de l'année.

## Variétés
Plusieurs variétés sont cultivées à Cavaillon notamment le melon charentais. Mais, il existe aussi le « melon tranché de Cavaillon », le « melon allongé de Cavaillon » et le « melon d'hiver de Cavaillon »[réf. non conforme]. 

## Historique

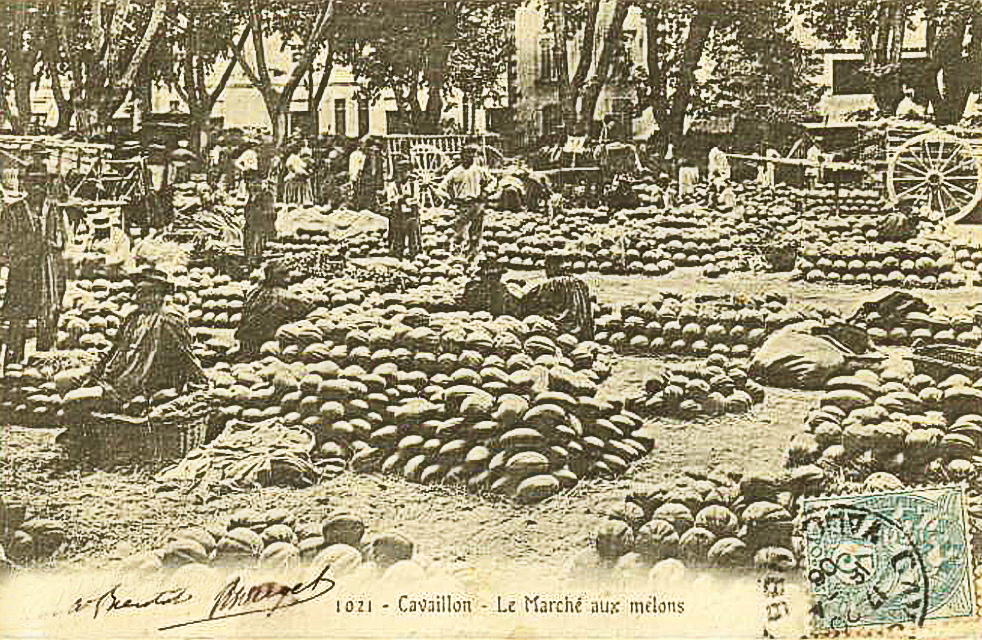
Marché aux melons à Cavaillon en 1906.

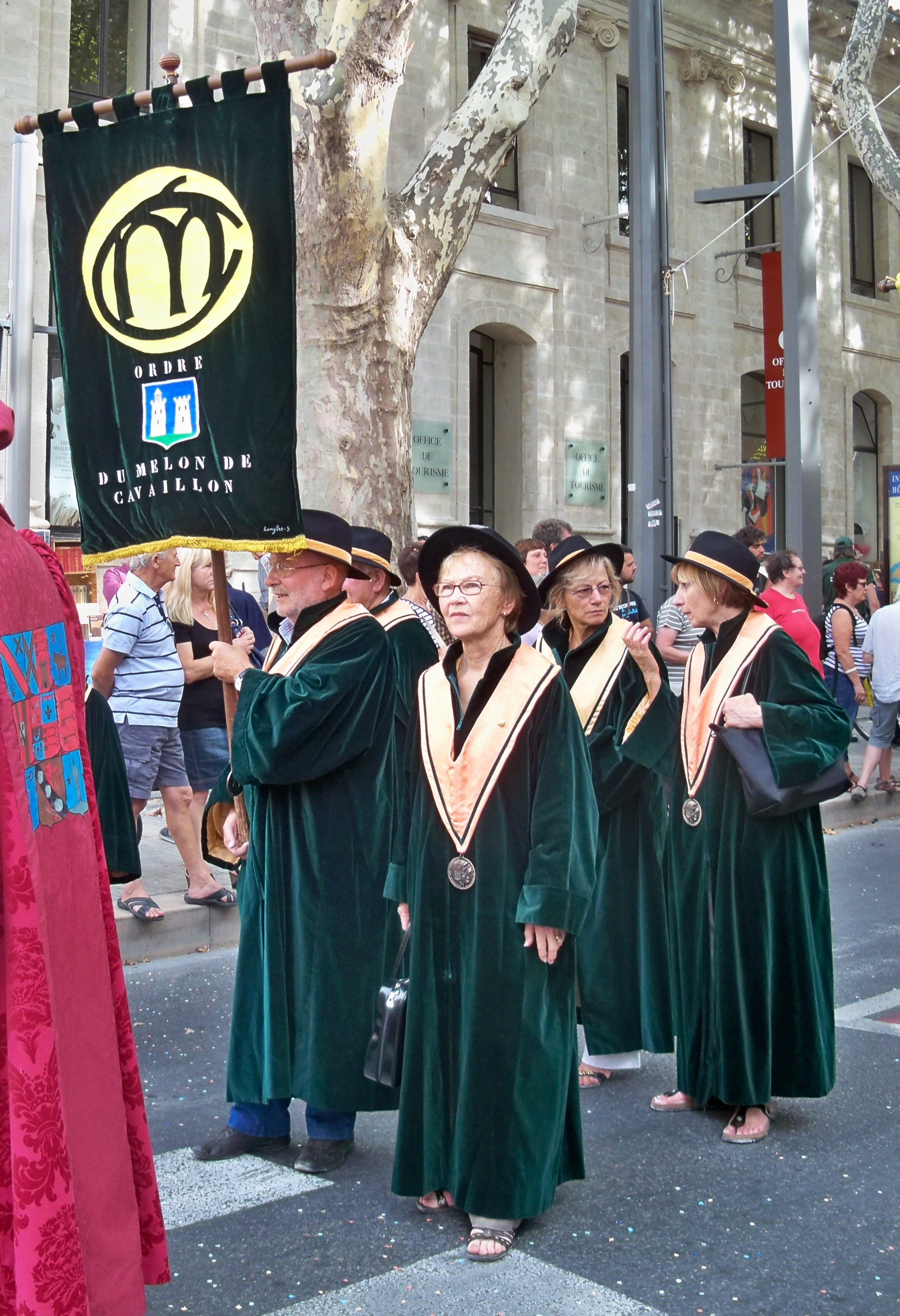
La Confrérie des chevaliers de l'ordre du melon de Cavaillon.

La célébrité du melon de Cavaillon date du XIXe siècle et de la possibilité de le faire parvenir rapidement à Paris par chemin de fer. Alexandre Dumas les appréciait particulièrement. Il fit d'ailleurs don en 1864 à la bibliothèque de la ville de Cavaillon de la totalité de son œuvre publiée, en échange d'une rente viagère de douze melons par an. Le conseil municipal prit un arrêté en ce sens et la rente fut servie au romancier jusqu'à sa mort en 1870.
Le Melon de Cavaillon est, depuis 1999, une marque, propriété du Marché d'Intérêt National de Cavaillon qui délègue au Syndicat des Maîtres Melonniers de Cavaillon la gestion de la production, la commercialisation et la valorisation professionnelle des melons produits dans les départements du Vaucluse, des Bouches-du-Rhône et des Alpes-de-Haute-Provence,.
En 2019, des spécialistes craignent pour l'avenir du melon charentais menacé de disparition en raison du réchauffement climatique. En 2018, la production de melons a baissé de 11 % en France.

## Fête et Confrérie du melon
Une Confrérie des chevaliers de l'ordre du melon de Cavaillon a été fondée en 1988. Sa mission est de promouvoir le melon en France et à l'étranger. Elle participe, entre autres, chaque année à la Fête du Melon qui a lieu au début du mois de juillet à Cavaillon.

## Gastronomie

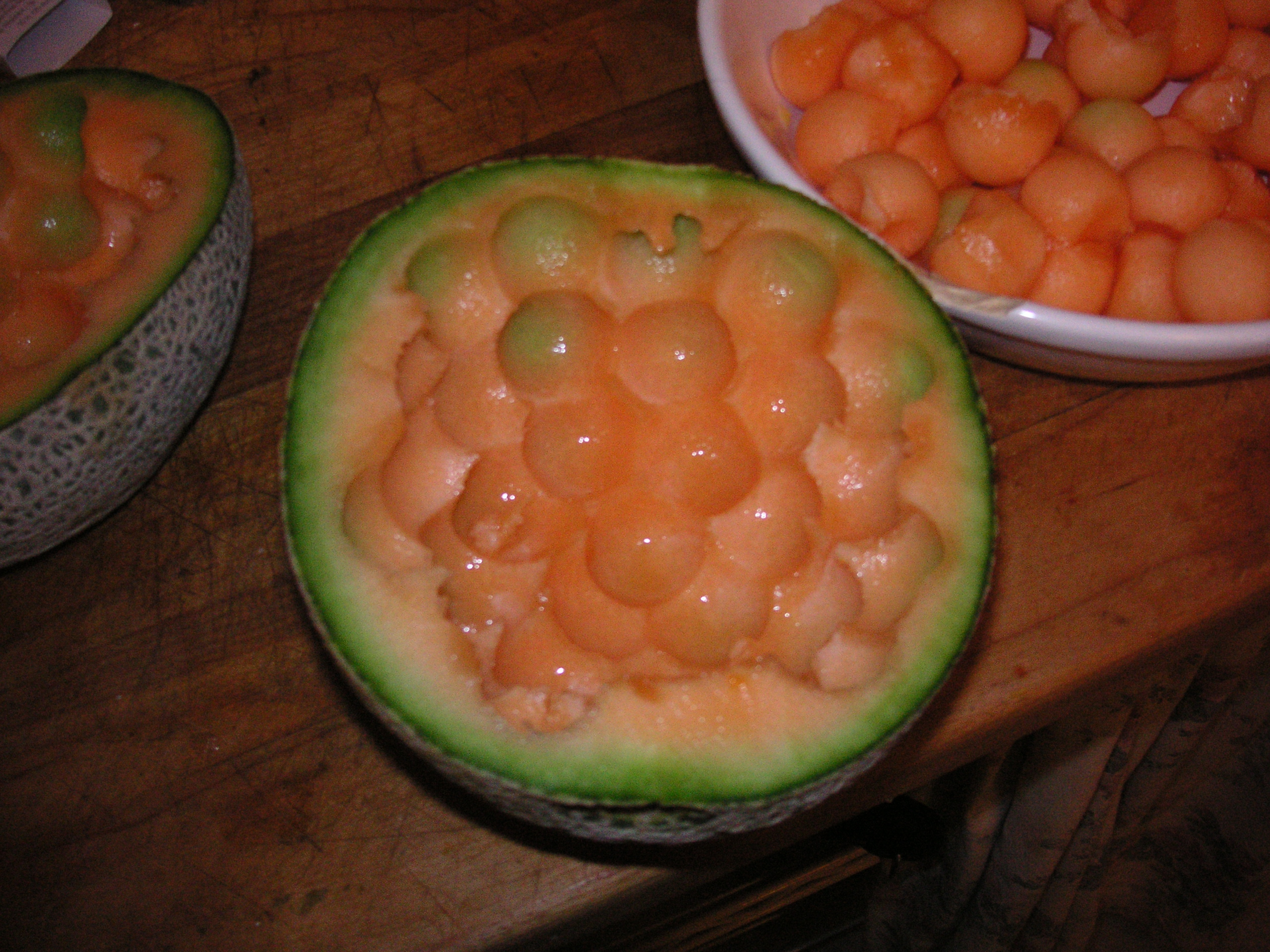
Boules de melon au muscat de Beaumes-de-Venise.
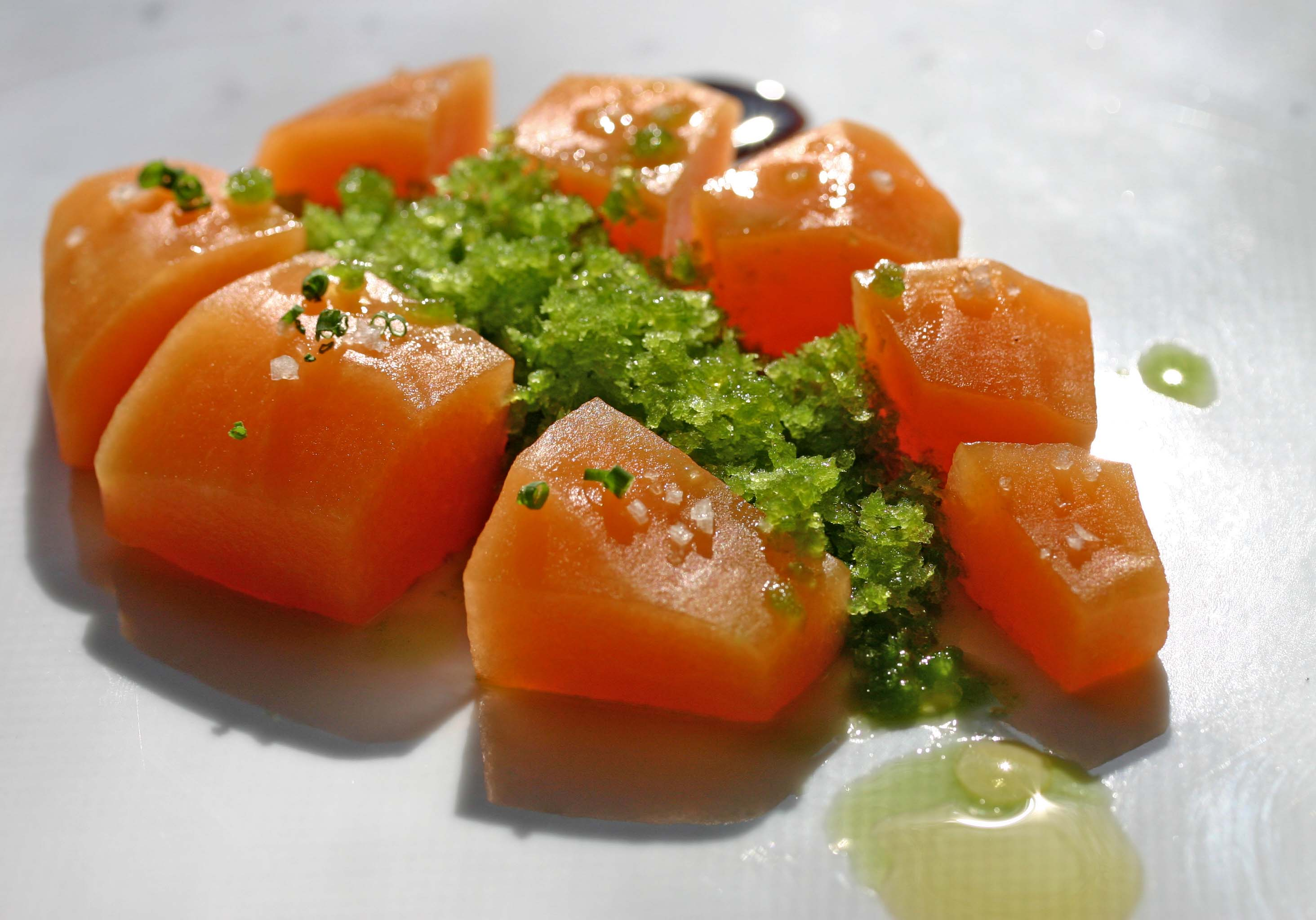
Roquette et melon en salade.